# Паперова ворожка
Паперова ворожка — різновид орігамі, що використовується в дитячих іграх. Частини ворожки позначені кольорами або цифрами, які слугують варіантами для вибору гравця, а всередині є вісім стулок, кожна з яких приховує певне повідомлення. Людина, яка керує ворожкою, маніпулює пристроєм на основі вибору, зробленого гравцем, і врешті-решт одне з прихованих повідомлень розкривається. Ці повідомлення можуть містити відповіді на запитання (звідси і назва), або ж це можуть бути дії, які гравець повинен виконати.
Таку ж форму можна використовувати також як щипці або як сільничку.

## Будівництво
Паперову ворожку можна виготовити, виконавши кроки, показані на ілюстрації нижче:
1. Кути аркуша паперу складаються так, щоб зустрітися з протилежними сторонами, і (якщо папір ще не квадратний) відрізається верхня частина, утворюючи квадратний аркуш з діагональними згинами.[1]
2. Чотири кути квадрата складені до центру, утворюючи форму, відому в термінології орігамі як основа блінц або складка-подушечка.[2] Отриманий менший квадрат перевертають, і чотири кути складають вдруге.[1]
3. Всі чотири кути складаються так, щоб вістря сходилися посередині, а кишеньки з паперу в кожному з чотирьох кутів відтягуються від центру.[1]

## Ворожіння
Щоб скористатися ворожбою, той, хто ворожить, тримає чотири пальці в чотирьох кутах паперу, тримаючи дві пари кутів разом, а дві інші пари розведеними так, щоб була видна лише половина внутрішніх сторін кутів. Це можна робити вказівними і великими пальцями двох рук або великим пальцем та трьома пальцями однієї руки.
Маніпуляції здійснюються різними схожими методами. У найпоширенішому методі гравець задає питання людині, яка тримає ворожку; на це питання відповідає пристрій. Потім власник просить назвати число або колір. Після того, як число або колір вибрано, власник пальцями перемикається між двома групами кольорів і чисел всередині ворожки. Власник перемикає ці позиції кількість разів, яка визначається кількістю літер у вибраному кольорі, числом, яке було обрано спочатку, або сумою обох. Після того, як гравець закінчив змінювати положення ворожки, він вибирає один з відкритих клапанів. Часто на них зображені кольори або цифри. Потім гравець піднімає кришечку і відкриває передбачення, яке знаходиться під нею. Кроки можуть повторюватися, щоб задовольнити користувачів.

## Інші способи використання
Замість того, щоб використовувати їх для ворожіння, ці фігурки можна використовувати як щипці для гри в лову комах, таких як воші, звідси й одна із назв англійською — «ловець вошей». Таке використання також надихнуло на розробку захоплювача подібної форми в м'якій робототехніці.
Як сільничка, така ж форма стоїть на столі чотирма кінцями вниз; чотири відкриті кишені можна використовувати для зберігання невеликих шматочків їжі.
Кілька художників надихалися цією формою:
- «Плюхання жаб'ячого ставка (Вступ 6)», конкретний вірш Сильвестра Гуедарда, що перекладає найвідоміший хайку Мацуо Басьо, був оформлений як паперова ворожка (з ілюстрованими інструкціями) Едвардом Райтом, Назлі Закі та Матильдою Чеунг і опублікований нумерованим виданням у 1965 році видавництвом Гуедарда «Вступ». Зовнішня та дві внутрішні поверхні ворожки прикрашені словами «жаба», «ставок» та «плюх», кожне з яких пишеться по одній літері на кожному кінчику ворожки.[7][8]
- «Ворожка (все закінчиться зірками)», великий фотореалістичний малюнок олівцем австралійської художниці Кассандри Лейнґ (2007), зображує дві руки, що тримають паперову ворожку, прикрашену астрономічною тематикою, яка передбачала швидку смерть Лейнґ від раку молочної залози.[9][10]
- «Розгортання життів», монументальна скульптура у вигляді паперової ворожки Джудіт Форрест і Террі-Енн Вайт (2010) у Культурному центрі Перта, формує меморіал «Забутих австралійців», австралійських дітей, які перебувають в інституціях.[11] Після протестів проти його демонтажу у 2016 році для реконструкції музею,[12] його було відновлено та встановлено поруч із його початковим місцем у 2023 році.[13]
- У 2018 році понад 10 000 підсвічених червоних та жовтих копій цієї форми було використано для створення інсталяції, що нагадує лаву, що ллється з вікна будівлі, під назвою «ОРІГАМІ ЛАВА» (Девід Оліва + Анна Хунка), для фестивалю Lluèrnia в Олоті, Іспанія.[14][15]
- Британська художниця-інсталяторка Леоні Бредлі в інсталяції «Рій» (2022) представляє масу ворожінь, складених з жовтого і чорного паперу, як рій бджіл, і запрошує учасників скласти власних бджіл як нагадування «подумати про випадковість на противагу рішенням і про позитивне кліматичне майбутнє, яке ми можемо обрати, щоб створити».[16] Цей самий витвір мистецтва також був представлений на заходах зі збору коштів для організації «Бджоли за розвиток».[17][18]

## Історія

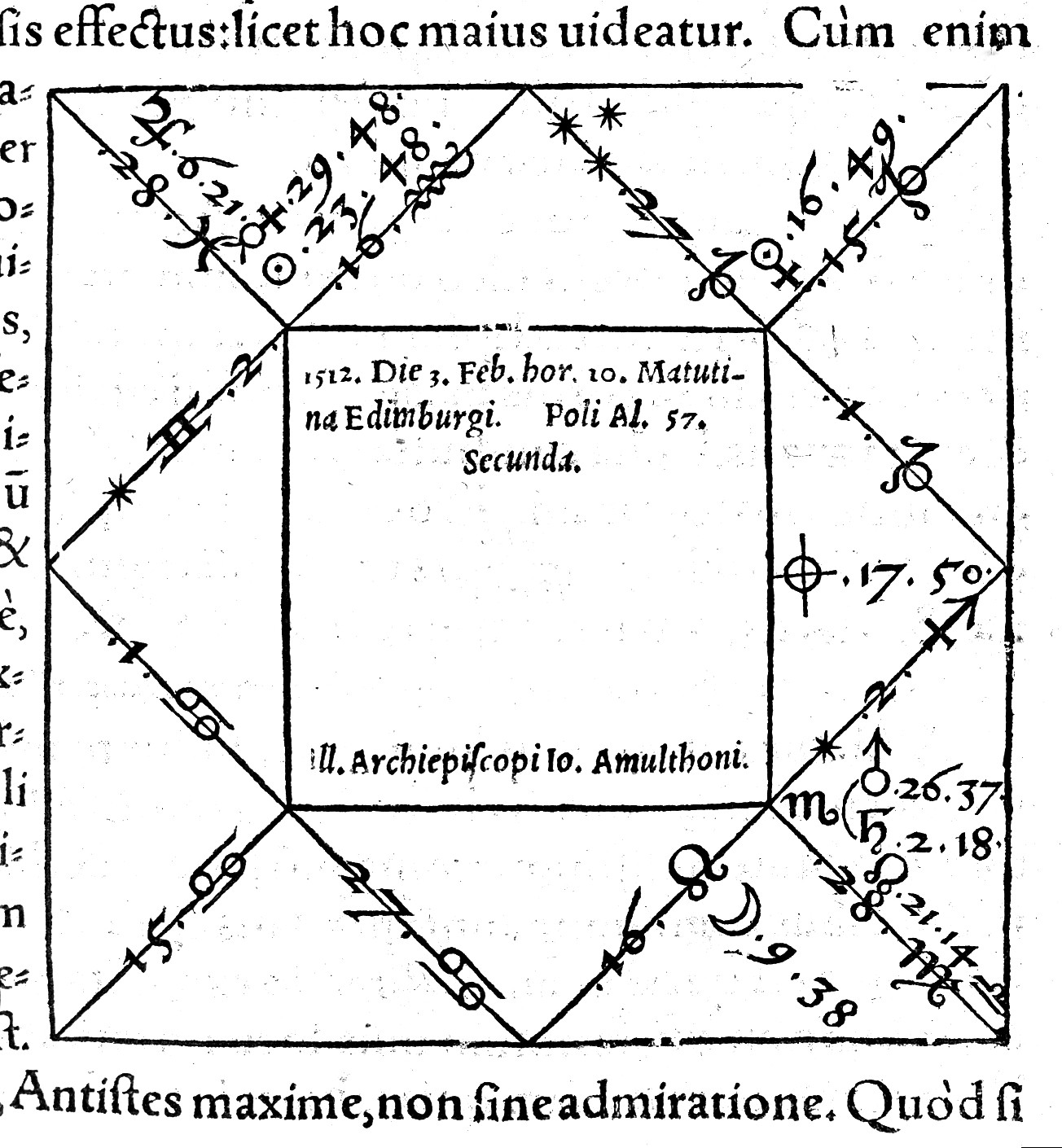
Гороскоп архієпископа Джона Гамільтона XVI століття, складений Джероламо Кардано, з лініями, що нагадують лінії згину паперового ворожок.

Деякі гороскопи, що датуються ще XII століттям в Іспанії, мають макет, що нагадує цей візерунок складок, але невідомо, чи складали їх, чи використовували так само, як паперові ворожки. Крім того, центральноєвропейські свідоцтва про хрещення XVII—XVIII століть часто складали таким же подвійним блінтовим візерунком, як і пласку основу для ворожбита, перед тим, як скласти його вістря разом.
Кошіро Хаторі припустив, що форма ворожки спочатку європейська, а не японська, але її точне походження неясне. Історик орігамі Девід Мітчелл знайшов багато європейських джерел ХІХ століття, де згадується паперова «сільниця» або «перчниця» (остання часто складалася трохи інакше). Першою з них, де однозначно зображено паперового ворожку, є німецька книжка для дітей 1876 року. Вона знову з'являється, під назвою «солонка», у кількох інших публікаціях 1880-х та 1890-х років у Нью-Йорку та Європі. Мітчелл також цитує іспанську публікацію 1907 року, в якій описується гра гадання, подібна до використання паперових ворожок. Використання цієї форми як паперового ворожок в Англії було зафіксовано з 1950-х років. У 1950-х роках Мартін Гарднер включив цю складку, яку описували як ловця комах і ворожку, до колонки в журналі Hugard's Magic Monthly під назвою «Енциклопедія імпровізованої магії». Хоча фраза «ловець вошей» використовується в інших значеннях у США набагато довше, використання цієї фрази для позначення паперових ловців вошей у США датується щонайменше 1960-ми роками. Окрім того, що цю фігуру орігамі називають сільничкою, ворожкою або ловцем вошейок, її також називають «ловцем комах», «базильцем», «вертухою» або «паку-паку» (японська фраза для позначення поглинання, яка також дала назву Пак-Мену).